# Chloroclystis viridigrisea
Chloroclystis viridigrisea là một loài bướm đêm trong họ Geometridae.